# Нария (подокруг)
Нария (бенг. নড়িয়া, англ. Naria) — подокруг в центральной части Бангладеш. Входит в состав округа Шариатпур. Образован в 1930 году. Административный центр — город Нария. Площадь подокруга — 240,02 км². По данным переписи 1991 года численность населения подокруга составляла 214 944 человека. Плотность населения равнялась 896 чел. на 1 км². Уровень грамотности населения составлял 30,07 %. Религиозный состав: мусульмане — 94,26 %, индуисты — 5,64 %, прочие — 0,1 %.